# Ammocrypta vivax
Espèce
Synonymes
- Etheostoma vivax (Hay, 1882)[1]

Statut de conservation UICN

 LC  : Préoccupation mineure
Ammocrypta vivax est une espèce de petits poissons d'eau douce de la famille des Percidés endémique du Sud des États-Unis.

## Description
Ammocrypta vivax mesure entre 54 et 73 mm de longueur. Il présente de neuf à seize points de chaque côté, avec des taches irrégulières foncées sur le dos, des bandes noires sur les nageoires dorsales et caudale. Il habite les lits de sable des rivières calmes et les ruisseaux et se nourrit de larves de moucherons et entomostracés.

## Distribution
L'espèce se rencontre dans le bassin du Mississippi à partir de l'Ouest du Kentucky et du Sud du Missouri au Sud du Mississippi et à l'Est de l'Oklahoma et du Texas ainsi que dans les bassins de drainage du golfe du Mexique à partir de la rivière Pascagoula au Mississippi au fleuve San Jacinto au Texas.